# 田麦野村
田麦野村（たむぎのむら）は山形県北村山郡にあった村。現在の天童市田麦野にあたる。

## 地理
- 山：大畑山、雨呼山

## 歴史
- 1889年（明治22年）4月1日 - 町村制の施行により、近世以来の田麦野村が単独で自治体を形成。
- 1954年（昭和29年）10月1日 - 山口村・東村山郡天童町・成生村・蔵増村・津山村・寺津村と合併して東村山郡天童町が発足。同日田麦野村廃止。